# Mędrzechów (gromada)
Mędrzechów – dawna gromada, czyli najmniejsza jednostka podziału terytorialnego Polskiej Rzeczypospolitej Ludowej w latach 1954–1972.
Gromady, z gromadzkimi radami narodowymi (GRN) jako organami władzy najniższego stopnia na wsi, funkcjonowały od reformy reorganizującej administrację wiejską przeprowadzonej jesienią 1954 do momentu ich zniesienia z dniem 1 stycznia 1973, tym samym wypierając organizację gminną w latach 1954–1972.
Gromadę Mędrzechów z siedzibą GRN w Mędrzechowie utworzono – jako jedną z 8759 gromad na obszarze Polski – w powiecie dąbrowskim w woj. krakowskim, na mocy uchwały nr 21/IV/54 WRN w Krakowie z dnia 6 października 1954. W skład jednostki weszły obszary dotychczasowych gromad Mędrzechów i Kupienin ze zniesionej gminy Mędrzechów w tymże powiecie. Dla gromady ustalono 16 członków gromadzkiej rady narodowej.
1 stycznia 1958 do gromady Mędrzechów przyłączono przysiółek Brzeźnica z gromady Bolesław w tymże powiecie oraz wsie Wólka Grądzka i Grądy ze zniesionej gromady Wólka Grądzka.
Na mocy uchwały 12/II/59 z 1 kwietnia 1959 do gromady Mędrzechów przyłączono wieś Wólka Mędrzechowska z gromady Skrzynka w tymże powiecie.
30 czerwca 1960 do gromady Mędrzechów przyłączono wsie Odmęt i Wójcina ze zniesionej gromady Delastowice.
31 grudnia 1961 do gromady Mędrzechów przyłączono wieś Skrzynka ze zniesionej gromady Skrzynka.
Gromada przetrwała do końca 1972 roku, czyli do kolejnej reformy gminnej. 1 stycznia 1973 reaktywowano gminę Mędrzechów.